# Djävulsrockor
Djävulsrockor Mobulidae är en familj inom ordningen Spjutrockeartade rockor (myliobatiformes). Totalt förekommer 9 arter i familjen.